# Santa Rosa de Cabal (kommun)
Santa Rosa de Cabal är en kommun i Colombia.   Den ligger i departementet Risaralda, i den centrala delen av landet, 170 km väster om huvudstaden Bogotá. Antalet invånare är 69 960.